# Harry Miner
Pour les articles homonymes, voir Miner.
Harry Garnet Bedford Miner, né le 24 juin 1891 en Ontario et mort le 8 août 1918, est un soldat canadien de la Première Guerre mondiale. Il est récipiendaire de la croix de Victoria, la plus haute récompense pour acte de bravoure face à l'ennemi octroyée aux forces du Commonwealth.

## Biographie
Harry (Henry) Garnet Bedford Miner est né dans le canton de Raleigh, près de Cedar Springs en Ontario le 24 juin 1891. Il a étudié à l'école secondaire Highgate School dans le canton d'Oxford, puis a commencé à travailler dans l'agriculture.
En novembre 1915, après le déclenchement de la Première Guerre mondiale, il s'engage avec le 142e Bataillon du Corps expéditionnaire canadien (CEC), puis, il est transféré au 161e (Huron) Bataillon, CEC en arrivant en Angleterre. Une fois en France, il est placé en renfort dans le 58e Battalion, CEc sur le terrain en décembre 1916.
Il était âgé de 27 ans, alors au grade de caporal, et en service, le 8 août 1918 à Demuin en France, le premier jour de la bataille d'Amiens, c'est-à-dire le commencement de l'offensive des Cent-Jours.

## Citation pour la Croix de Victoria
« Pour la bravoure et le dévouement dont il a fait preuve lors de l'attaque, alors qu'il refusait d'abandonner malgré ses graves blessures. Il s'est précipité seul sur un poste de mitrailleuses ennemi, a tué toute l'équipe et a braqué le canon sur l'ennemi.
Plus tard, avec deux autres, il attaqua un autre poste de mitrailleuses ennemi et réussit à mettre l'arme hors service.
Le caporal Miner s'est ensuite précipité seul sur un poste de bombardement ennemi, lançant à baïonnette deux de la garnison et mettant le reste en vol. Il a été mortellement blessé dans l'exécution de cet acte courageux.
The London Gazette, 25 octobre 1918. »
Il a été grièvement blessé par une grenade à main allemande au cours de cette opération, mais a refusé d'abandonner. Il meurt plus tard dans la journée et est inhumé au cimetière militaire de Crouy, juste à l'extérieur du village de Crouy-Saint-Pierre, à une quinzaine de kilomètres au nord-ouest d'Amiens et à environ 25 km au nord-ouest du champ de bataille où il tombait

## Prix et distinctions
Outre la croix de Victoria, le caporal Miner reçut également la croix de Guerre par le gouvernement français en août 1918. Ses médailles, dont la croix de Victoria et la croix de Guerre, sont exposées au Huron County Museum à Goderich en Ontario.
Le bâtiment M-209 du Centre d'entraînement de la 4e Division du Canada (en) porte le nom de « Corporal H. G. B. Miner Barracks » en son honneur. La branche 185 de la Légion royale canadienne à Blenheim en Ontario est nommée « Harry Miner Branch ».